# Soraya Thronicke
Soraya Vieira Thronicke (Dourados, 1 de junho de 1973) é uma advogada e política brasileira, filiada ao Podemos (PODE) e atualmente senadora pelo estado de Mato Grosso do Sul, tendo sido eleita em 2018 pelo Partido Social Liberal (PSL).
Foi candidata à presidência da República nas eleições de 2022.

## Biografia
Descendente de alemães, Soraya Thronicke nasceu em 1 de junho de 1973, no município de Dourados, na época pertencente ao Estado do Mato Grosso (com o posterior desmembramento do Estado em 1977, o município de nascimento de Soraya passou a integrar o novo Estado do Mato Grosso do Sul). Soraya foi criada em Campo Grande.
A então senadora é proprietária, junto com sua família, de uma rede de motéis no Mato Grosso do Sul. Entretanto, Soraya ficou conhecida por atuar em movimentos de rua desde 2013 e por ações que moveu contra políticos e empresas.
A política graduou-se em Direito pela UNAES Faculdade de Campo Grande (2002) e em MBA em Direito Empresarial pela Fundação Getúlio Vargas (2006). Soraya pós-graduou-se em Direito Tributário e em Direito de Família e Sucessões pela Faculdade de Direito Professor Damásio de Jesus, e atua nesta área pelo escritório Cabral Gomes e Thronicke Advogados Associados.

## Trajetória política e posicionamentos

#### Primeira Eleição
Soraya Thronicke elegeu-se como senadora pelo Mato Grosso do Sul nas eleições de 2018, alcançando 16,19% dos votos válidos. O posicionamento político é referido como uma base conservadora nos costumes e liberal na economia.
Eleita com base na influência do então presidente Jair Bolsonaro, Soraya apoiou uma das principais pautas do chefe do executivo da época, que era a defesa do porte de armas. O apoio político da senadora também ia ao encontro de propostas que consideravam importantes, como o endurecimento da legislação penal e o combate contra a corrupção e a violência no Brasil.
Além disso, autodeclarada defensora do direito à propriedade privada, no início de seu mandato, em fevereiro de 2019, Soraya foi eleita presidente da Comissão de Agricultura e Reforma Agrária (CRA) até 2021. O posicionamento da senadora colocou-a em conflito com a ex-candidata à vice-presidência da República, Sônia Guajajara, em audiência pública na Comissão de Direitos Humanos e Legislação Participativa do Senado, com a temática de saúde indígena, quando a senadora discorreu sobre questões indígenas e direito a terras.
Em entrevista para o jornal O Globo, em relação a pauta sobre mulheres, a senadora colocou que sua política terá "viés feminino e não feminista". Diante da alegação, Soraya demonstrou conservadorismo contra o aborto, contra a liberação das drogas e a favor da manutenção da família; mesmo que defendendo também a entrada de mulheres LGBTs na política. Apesar de seguir em uma base conservadora, a senadora se opõe à homofobia, reconhece a união homoafetiva e defende que os homossexuais tenham o direito de constituir a sua própria família, com os mesmos direitos e deveres dos demais cidadãos. Além disso, junto à senadora, que foi presidente do PSL Mulher, outras parlamentares como Soraya Manato e Alê Silva, posicionaram-se a favor da cota para mulheres na política, prefiguradas na Lei Eleitoral desde 2009. Na defesa, cita-se a necessidade de cumprimento da Lei pelos partidos políticos e o fim de candidaturas-laranja para o cumprimento da cota, desmascarando e derrotando processos de fraude nos trâmites eleitorais.

### Candidatura à Presidência da República
No dia 2 de agosto de 2022, o União Brasil anunciou sua pré-candidatura à Presidência da República pelo partido, nas eleições presidenciais de 2022. A campanha presidencial de Soraya Thronicke em 2022 foi oficializada em 5 de agosto de 2022 em São Paulo, tendo Marcos Cintra como candidato a vice-presidente.
Ficou em 5° lugar nas eleições presidenciais, com 600.955 votos, equivalente a 0,51% de todo o eleitorado.

## Desempenho em Eleições
| Ano  | Eleição                        | Partido | Cargo      | Votos   | %                | Resultado  | Ref    |
| ---- | ------------------------------ | ------- | ---------- | ------- | ---------------- | ---------- | ------ |
| 2018 | Estadual do Mato Grosso do Sul | PSL     | Senadora   | 373.712 | 16,19%           | Eleita     | [ 4 ]  |
| 2022 | Presidencial do Brasil         | UNIÃO   | Presidente | 600.955 | 0,51% (5° lugar) | Não Eleita | [ 17 ] |